# Pierre Honoré Robbé de Beauveset
Pierre Honoré Robbé de Beauveset, né à Vendôme (Loir-et-Cher) vers 1714 et mort le 8 novembre 1792 à Saint-Germain-en-Laye, est un poète libertin français.

## Biographie
Il fait sesétudes au collège oratorien de Vendôme. Il entreprend un voyage en 1760 et à la suite de celui-ci il écrit Mon odyssée, ou le Journal de mon retour de Saintonge, poème à Chloé où il dit notamment être séduit par l'Orléanais.
Il fut le protégé de Mme du Barry. Il montra un vif penchant pour la satire et la poésie érotique, et fut qualifié de « chantre du mal immonde ». Il toucha même une pension de Louis XV pour ne pas publier ses vers. Vers la fin de sa vie, il se convertit et écrivit des poésies religieuses.
Il meurt en 1792, veuf de Michel(e) Fradelle, décédée à Montargis en 1778. Le couple s'était marié à Paris, paroisse Saint-Paul, le 13 novembre 1765.

## Œuvres
- Épître du sieur Rabot, maître d'école de Fontenoy, sur les victoires du Roy (1745) Texte en ligne
- Odes nouvelles (1749)
- Épître à M*** (1758) Texte en ligne
- Mon odyssée, ou le Journal de mon retour de Saintonge, poème à Chloé (1760)
- Satyre au comte de *** (1776) Texte en ligne
- Les Pucelles d'Orléans, poème en six chants (1791)
- La France libre, poème sur la révolution actuelle de ce royaume (1791)
- Les Victimes du despotisme épiscopal, poème en six chants (1792)

Publications posthumes
- Œuvres badines de Robbé de Beauvese (1801)
- Lettres inédites adressées par le poète Robbé de Beauveset au dessinateur Aignan Desfriches pendant le procès de Rob. Fr. Damiens (1757), publiées avec notice, notes et documents nouveaux par Georges d'Heylli (1875)
- Recueil de poésies diverses de M. Robbé de Beauveset, publié avec introduction et notes, d'après le manuscrit appartenant à la bibliothèque municipale de Blois, par Pierre Dufay et orné d'un portrait en héliogravure d'après le pastel de Perronneau appartenant au musée d'Orléans (1921)